# Публій Корнелій Сципіон Назіка Серапіон (консул 138 року до н. е.)
Пу́блій Корне́лій Сципіо́н Назіка Серапіо́н (лат. Publius Cornelius Scipio Nasica Serapio; близько 182 до н. е. — 132 до н. е.) — великий понтифік впродовж 141 до н. е. — 132 до н. е., консул 138 до н. е. разом з Децимом Юнієм Брутом.
Брав участь в убивстві Тиберія Гракха. За Плутархом — перший, хто порушив закон постійного перебування в Італії. Для того, щоб уберегтися від помсти популярів був посланий сенатом в Азію. Помер у Пергамі.

## Життєпис

### Походження
Публій Корнелій належав до одного з найбільш авторитетних і розгалужених патриціанських родів Римської держави — Корнеліїв. Когномен Сципіон (лат. Scipio) античні письменники вважали походив від слова «посох»: «Корнелій, який [свого] тезку — батька, позбавленого зору, направляв замість посоха, був прозваний Сципіоном і передав це ім'я нащадкам». Першого носія цього когномена звали Публій Корнелій Сципіон Малугінен; звідси було зроблено припущення, що Корнелії Сципіони були гілкою Корнеліїв Малугіненів.
Засновником гілки Сципіонів Назік став дід Публія, що носив те ж ім'я, консул 191 року до н. е. Він першим отримав прізвисько Назіка (лат. Nasica — «гостроносий»), що закріпилося за його нащадками як другий когномен. Публій старший був сином Гнея Корнелія Сципіона Кальва й відповідно двоюрідним братом Публія Корнелія Сципіона Африканського. Його сином і батьком Назіка Серапіона був Публій Корнелій Сципіон Назіка Коркул, дворазовий консул, який одружився зі своєю кузиною Корнелією Старшою. Таким чином, Серапіон був онуком Сципіона Африканського; його двоюрідними братами по крові були Тіберій і Гай Семпронії Гракхи, а двоюрідним братом по усиновленню — Публій Корнелій Сципіон Еміліан.

#### Ранні роки
Визначаючи дату народження Публія Корнелія, дослідники виходять з двох обставин. З огляду на вимоги закону Віллія (лат. Lex Villia annalis) й дату консулату, Назіка Серапіон мав народитися не пізніше 181 року до н. е. При цьому, згідно з Полібієм, обидві дочки Сципіона Африканського вийшли заміж після смерті батька, тобто не раніше, ніж в 183 році до н. е. Відповідно Публій народився в 182 або 181 році.
Перша згадка в джерелах про Публія Корнелія припадає на 149 рік до н. е., коли ще був живий його батько. Імовірно як військового трибуна Публій знаходився в армії Манія Манілія, що командував сухопутними військами, які висадилися в Африці, аби почати війну проти Карфагена. Пуни ще сподівалися закінчити справу миром, а тому виявляли готовність прийняти будь-які умови. Тоді консули зажадали видати всю зброю, а щоб прийняти її, направили в Карфаген Публія Корнелія і його кузена, Гнея Корнелія Сципіона Іспана. Ці посланці вивезли з міста в цілому 200 тисяч одиниць зброї, 2 тисячі катапульт і «безліч стріл і дротиків». Проте незабаром почалася війна, що закінчилася через три роки зруйнуванням Карфагена.
Відомо, що пізніше Публій Корнелій невдало претендував на еділітет. Марк Туллій Цицерон називав його в числі видатних політиків, які не змогли отримати цю магістратуру (в тому числі був і Гай Марій). Валерій Максим писав, що під час виборчої кампанії Публій Корнелій потиснув руку одному селянину і, оскільки долоня була міцною і жорсткою від селянської роботи, вирішив пожартувати: він запитав, чи не на руках той ходить. Цей жарт здався, як власникові міцної руки, так і більшості інших представників сільських триб, проявом образливої патриціанської зарозумілості, і в результаті Назіка зазнав поразки на виборах. Дата цих подій невідома.
Відповідно до вимог закону Віллія, Публій Корнелій повинен був не пізніше 141 року до н. е. обіймати посаду претора. Аппіан згадував якогось Корнелія, який «пішов війною на пеонів»; «Нещасливий результат його походу вселив всім італійцям великий страх». Невідомо коли це відбувалося і про якого саме Корнелія йдеться. Існує гіпотеза, що саме Публій Корнелій приблизно в 141 році до н. е. керував під час своєї претури Македонією і там зазнав поразки, причому не від пеонів, а від скордісків.
Приблизно тоді ж, близько 141 року до н. е. помер батько Публія Корнелія. Самого ж його було обрано на його місце верховного понтифіка; відомо, що в цей момент він знаходився не в Римі й став, таким чином, першим з тих, кого заочно обрали на цю посаду.

## Консульський термін
138 року до н. е. його було обрано консулом разом з Децимом Юнієм Брутом Каллаїком. Можливо в них були довірчі відносини, адже Публій Корнелій без жереба віддав Дециму Юнію римську провінцію Дальня Іспанія. Обидва консули мали суперечки з народними трибунами стосовно закупівля зерна для Риму і призову до війська. Зокрема, коли народні трибуни вимагали звільнити від призову потрібних ним людей, консули в цьому відмовили, і тоді народні трибуни консулів заарештували. Саме тоді образливий агномен Серапіон надав йому один з військових трибунів Гай Куріацій за те, що Публій Корнелій був схожий на якогось продавця тварин для жертвопринесень на ім'я Серапіон. Але надалі цей агномен став все-таки частиною його родового імені. Також консули вели судові справи, одне з яких про масове вбивство було резонансним, після ретельного слідства і вдалого захисту обвинувачених консули як судді винесли виправдувальний вердикт. Відзначали, що Публій Корнелій був видатним оратором, рішучим на дії.

## Боротьба з Тиберієм Гракхом
Публій Корнелій був непримиренним супротивником плебсу, через що став неформальним лідером вкрай консервативної частини сенату, яка 133 року до н. е. яро виступила проти Тиберія Гракха та запропонованих ним змін на користь плебеїв. Як вважають, Публій Корнелій ненавидів Тиберія, хоча вони були родичами, онуками Сципіона Африканського. Причинами ненависті були як ідейні помисли Публія Корнелія, так і старі сімейні чвари (батько Публія Корнелія був змушений свого часу скласти свої консульські повноваження тому, що батько Тиберія визнав вибори консулів проведеними неправильно), так і через побоювання, що реформи Гракха переділять земельні наділи на користь плебеїв, а в Публія Корнелія були великі володіння.
Спочатку їхні суперечки вкладались в межі права, але влітку 133 року до н. е. ситуація закипіла. Гракх висунув свою кандидатуру на народного трибуна і анонсував цілий ряд реформ, що налякало патриціїв. Під час виборів на Капітолійському пагорбі зчинився галас, почалися заворушення. Гракх, який не зміг докричатися до своїх соратників, зробив жест, якій міг бути витлумачений по-різному. Він приклав руку до голови, що могло бути сприйняте і як умовна ознака небезпеки, і як поклик до прихильних Гракху охороняти його життя. Але Публій Корнелій і його прибічники це вдало для своїх задумів витлумачили як те, що Гракх хоче накласти собі на голову знак царської влади — діадему, тобто зчинити переворот. Сенату одразу про це сповістили вороги Гракха. Коли єдиний присутній на той час в Римі консул Публій Муцій Сцевола не зголосився заарештувати і стратити Тиберія Гракха, Публій Корнелій оголосив, що він сам особисто очолить боротьбу проти Тиберія. Він, як великий понтифік, накинув на голову край тоги, начебто показуючи, що на голові в нього шолом, тим більше, що проказував він ритуальні слова, які зазвичай використовували для військової мобілізації у надзвичайних умовах: «Хто хоче врятувати батьківщину, нехай йде за мною!». За ним пішов натовп сенаторів і їхніх клієнтів, який накинувся на прибічників трибуна і почав бити їх дубинами та ніжками від лав. Було вбито загалом не менше 300 осіб, в числі яких був і Гракх. Вважають, що його вбив інший народний трибун того року Публій Сатурей, хоча тоді були й плітки, що Гракха вбив саме Публій Корнелій. Тіла загиблих скинули в Тибр. Надалі Публій Корнелій брав участь у комісії, якій було доручено розслідувати діяльність Гракха.

## Вигнання і смерть
132 року до н. е. Публія Корнелія було притягнуто до суду через звинувачення у вбивстві мирних громадян під час вбивства Гракха. Це відбулось разом із поширенням серед плебса невдоволенням діями Публія Корнелія, якому багато хто не простив вбивства недоторканої особи — трибуна ще й у святому для римлян місці. Через це Публій Корнелій виїхав з Риму. Сенат надав йому статус вільного легата. Він імовірно одразу виїхав до Пергама, де й 132 року до н. е. помер; можливо також, що він до Пергама перебував ще деінде. Жителі Пергама не стали віддавати йому належні почесті при похованні.
Діяльність Публія Корнелія його сучасники оцінювали по-різному. Патриції підтримували його діяльність і позитивно ставилися до боротьби з Гракхом і навіть до його вбивства, тоді як представники плебеїв ставились до нього не тільки негативно, але й часто вкрай вороже.